# Trithemis festiva
Trithemis festiva är en trollsländeart som först beskrevs av Jules Pièrre Rambur 1842.  Trithemis festiva ingår i släktet Trithemis och familjen segeltrollsländor. IUCN kategoriserar arten globalt som livskraftig. Inga underarter finns listade i Catalogue of Life.

## Bildgalleri

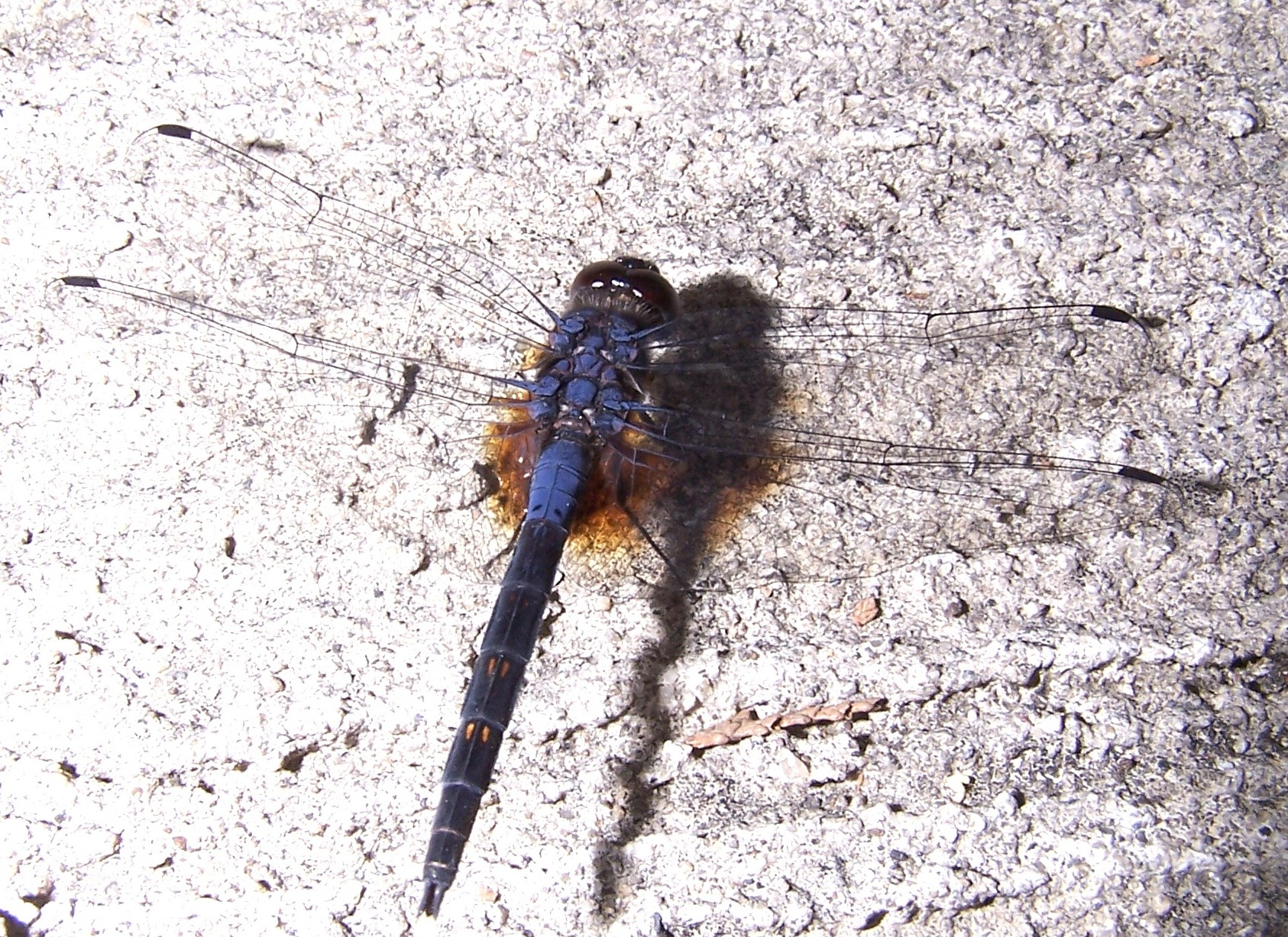
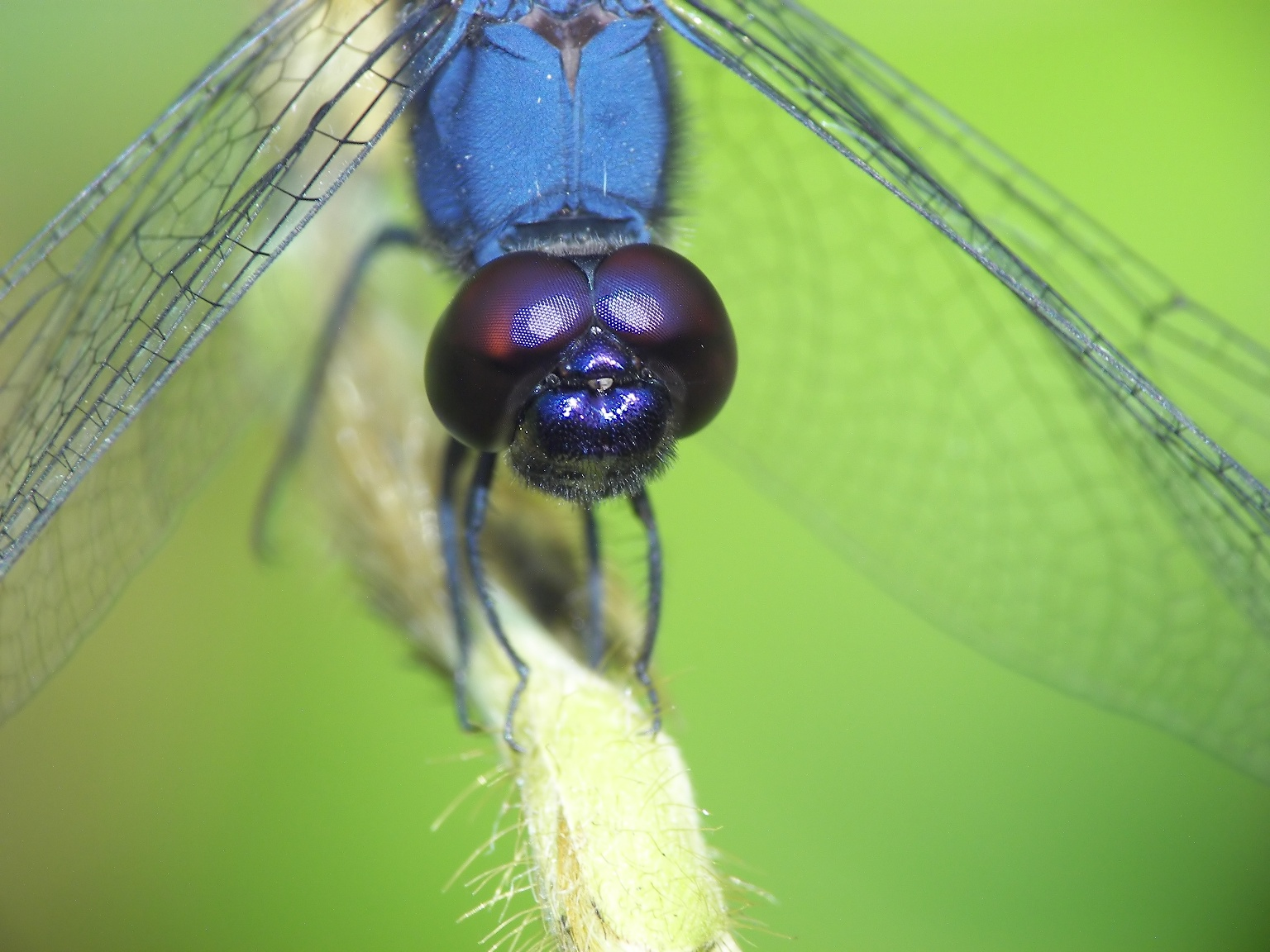
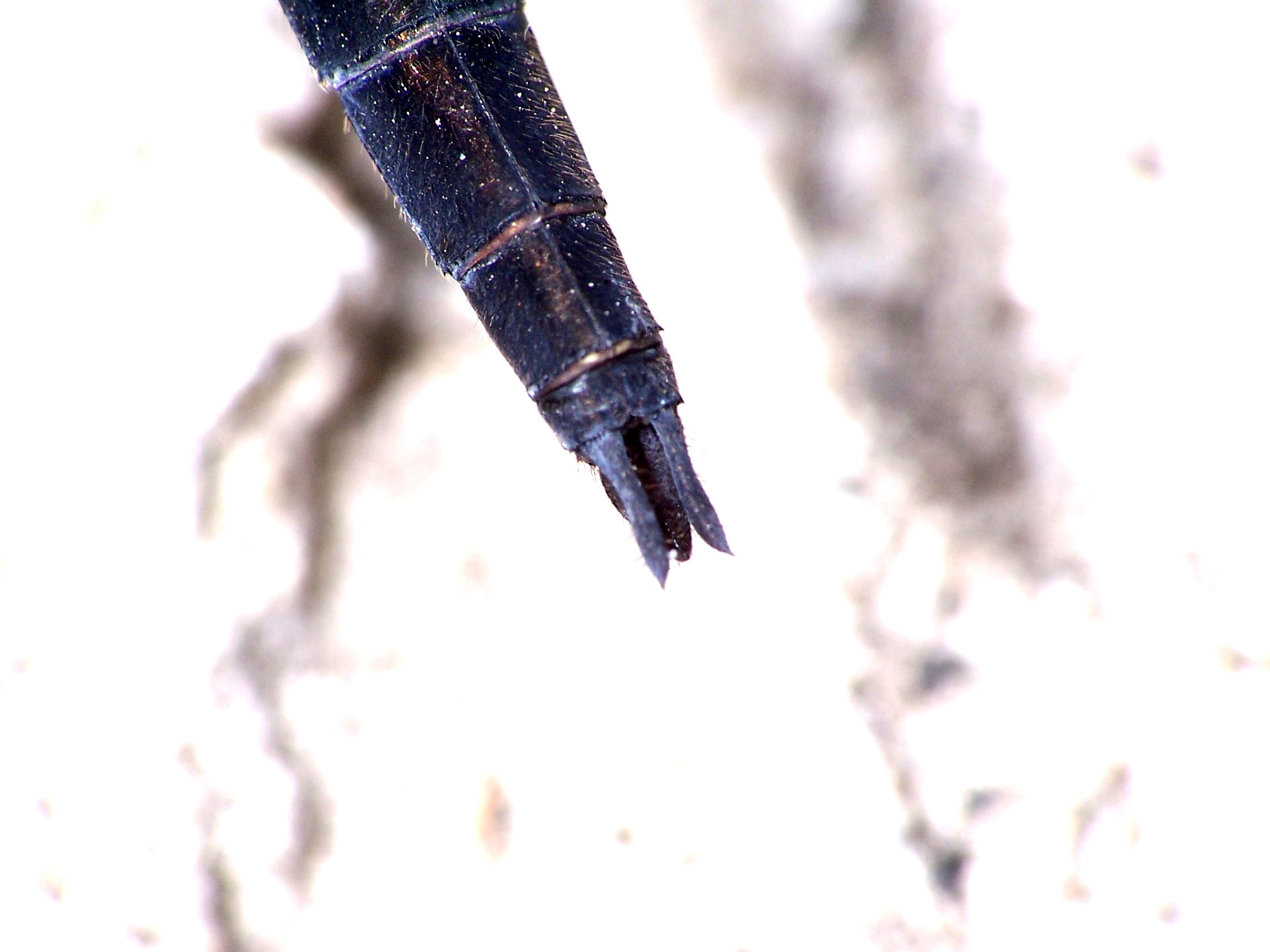
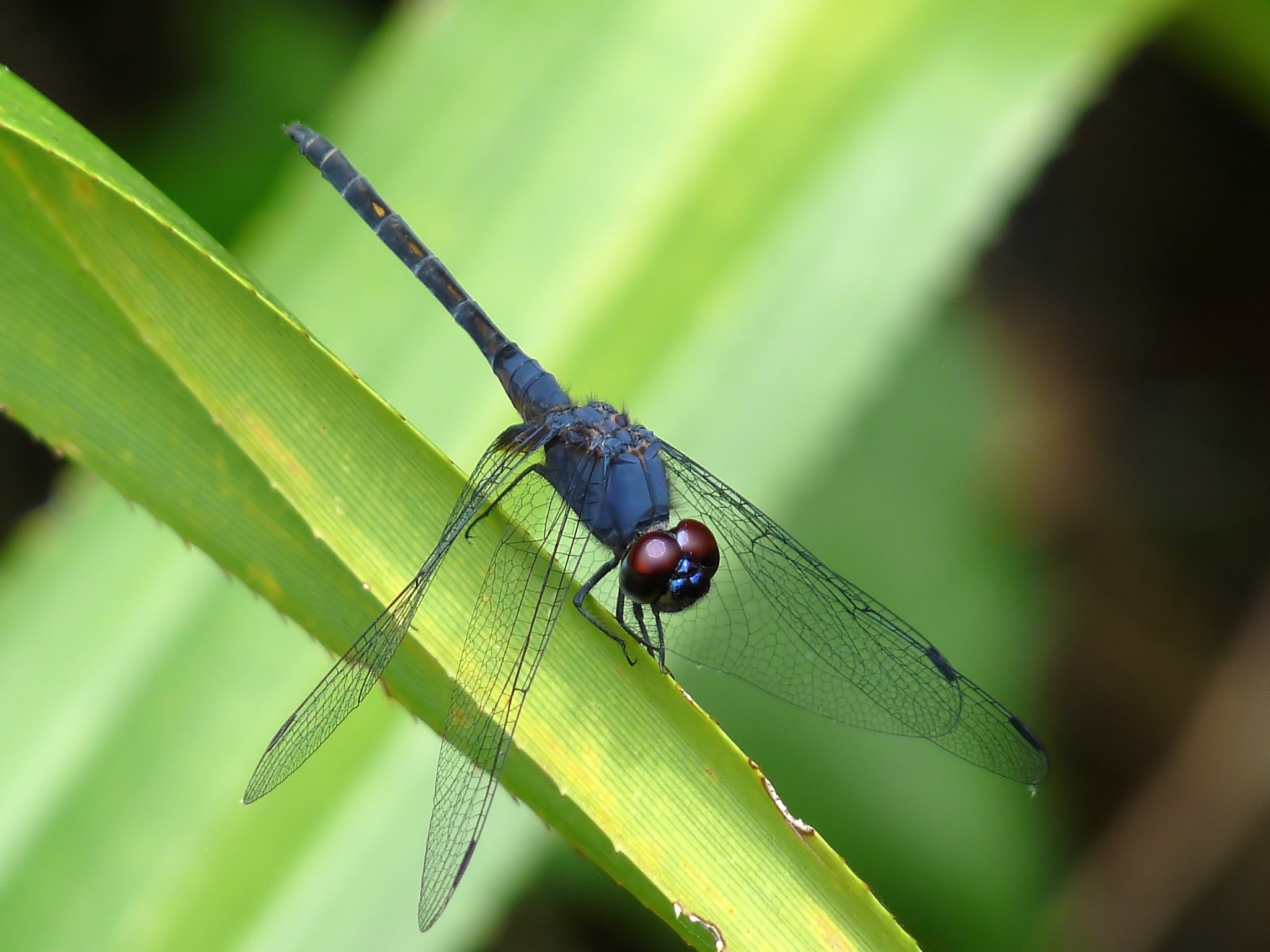
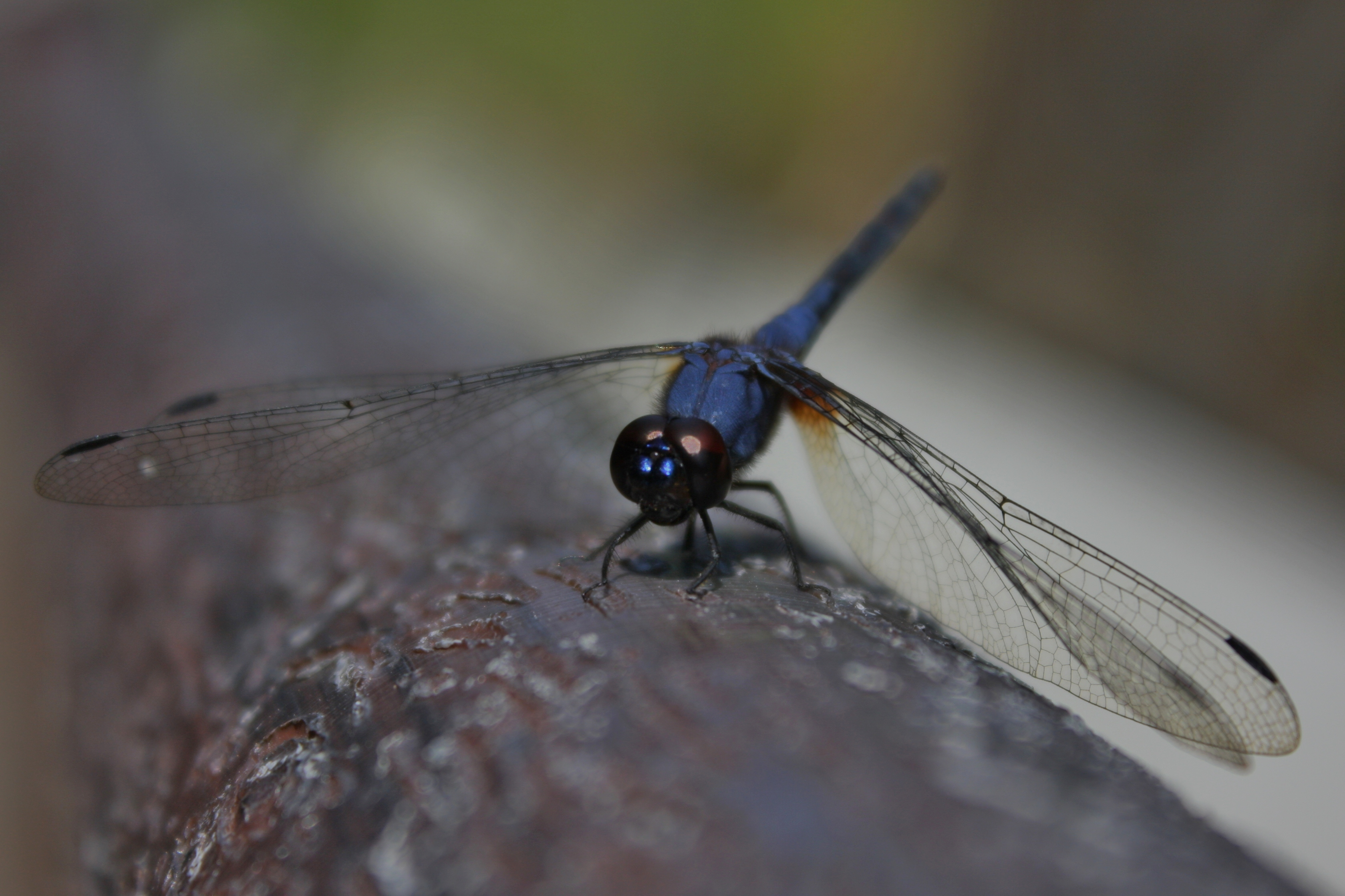
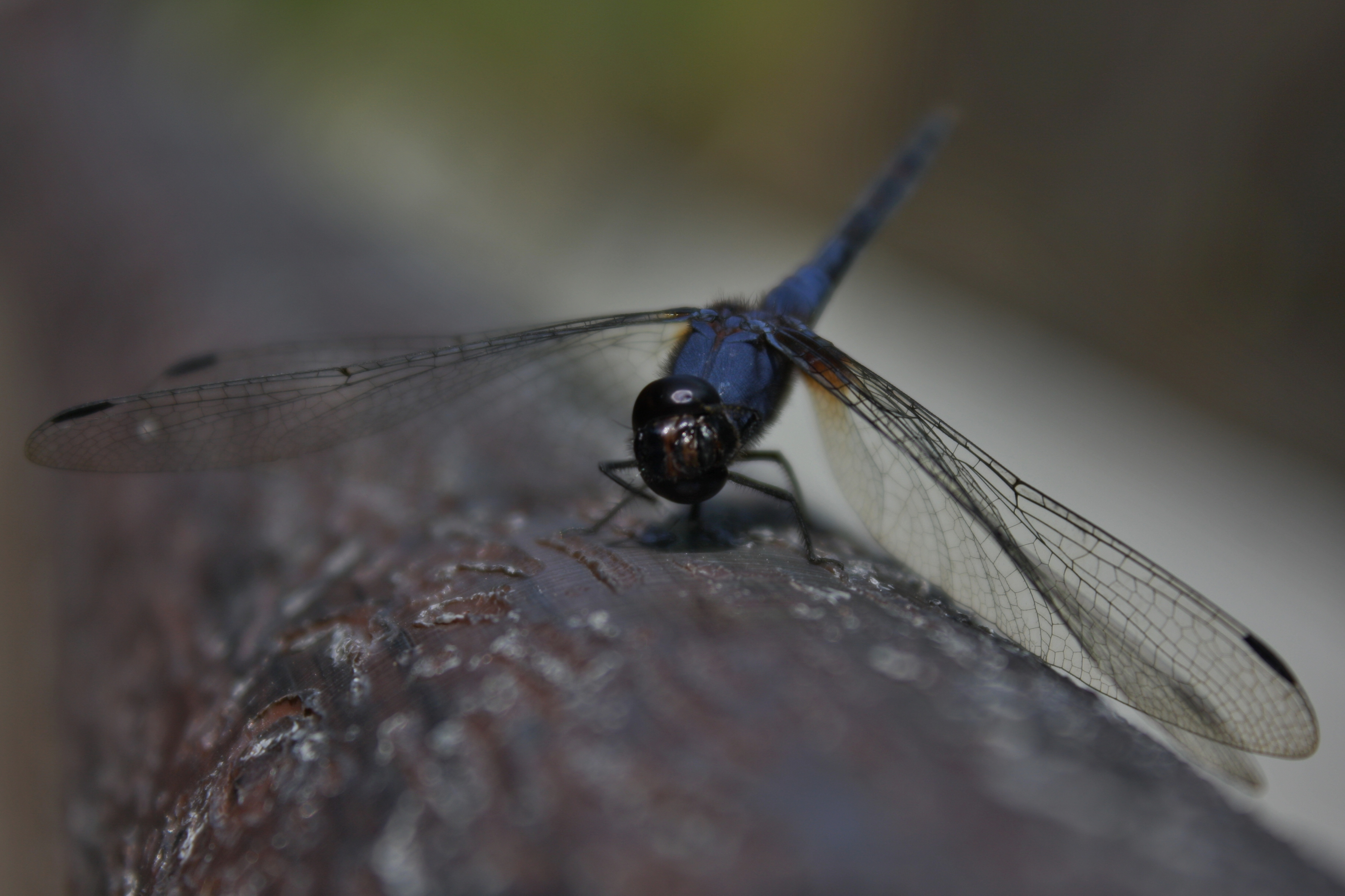